# Rio Ocoi
Rio Ocoi är ett vattendrag i Brasilien.   Det ligger i delstaten Paraná, i den södra delen av landet, 1 200 km sydväst om huvudstaden Brasília.
Runt Rio Ocoi är det mycket glesbefolkat, med 2 invånare per kvadratkilometer.